# Bolechów
Bolechów is een plaats in het Poolse district  Oławski, woiwodschap Neder-Silezië. De plaats maakt deel uit van de gemeente Oława en telt 190 inwoners.